# Summenparameter
Summenparameter ist ein in der chemischen Analytik gebräuchlicher Begriff zur zusammenfassenden Beschreibung von Wirkungs- und Stoffkenngrößen.
Ein Summenparameter fasst unter definierten Analysenbedingungen eine oder mehrere Stoffgruppen zusammen, ohne aber eine Angabe zu Einzelstoffen (auch Einzelparameter genannt) zuzulassen. Der Vorteil besteht in der relativ einfachen gesamthaften Erfassung und Angabe von umweltbelastenden Stoffen in Umweltproben.
Folgende Summenparameter sind zum Beispiel gebräuchlich (nicht immer auf einen Bereich beschränkt):

## Summenparameter in der Wasseranalytik
Diese Summenparameter werden in größtem Umfang in der Umweltanalytik eingesetzt, um die Güte von Wasserproben (Trinkwasser, Oberflächenwasser, Grundwasser, Abwasser) zu beschreiben. Dazu gehören der Gehalt an Organischen Verbindungen, organisch gebundenen Halogenen sowie der Salzgehalt. Hierbei werden die organisch gebundenen Halogene (diese können zum Beispiel durch die Chlorierung des Trinkwassers entstehen) oftmals unter dem Oberbegriff Gruppenparameter zusammengefasst.
Summenparameter:
- Biochemischer Sauerstoffbedarf (BSB)
- Permanganat-Index (PI)
- Chemischer Sauerstoffbedarf (CSB, gelegentlich noch CSV – Chemischer Sauerstoffverbrauch, engl. Chemical Oxygen Demand, COD)
- Gesamter Organischer Kohlenstoff (Total Organic Carbon, TOC)
- Gesamter gelöster organischer Kohlenstoff (Dissolved Organic Carbon, DOC)
- Leitfähigkeit

Gruppenparameter
- Adsorbierbare organisch gebundene Halogene, AOX (X steht für Halogene)
- Extrahierbare organisch gebundene Halogene, EOX
- Ausblasbare (flüchtige) organisch gebundene Halogene (POX, von „purgable“)

## Summenparameter in der Abluftanalytik
- Flüchtige organische Verbindungen ohne Methan (Non methane volatile organic compounds, NMVOC)
- Chlorkohlenwasserstoffe, CKW
- Stickoxide, NOx (Summe aus Stickstoffmonoxid, NO, und Stickstoffdioxid, NO2)
- Polyzyklische aromatische Kohlenwasserstoffe (PAK, PAH)
- Partikel mit einem Durchmesser kleiner 10 µm, PM10

## Summenparameter in der Feststoffanalytik
- Polychlorierte Dibenzodioxine und Dibenzofurane, PCDD/F
- Polychlorierte Biphenyle, PCB